# Windberg (Mönchengladbach)
Windberg ist ein Stadtteil im Norden der kreisfreien Großstadt Mönchengladbach im Land Nordrhein-Westfalen.

## Lage
Er gehört zum Stadtbezirk Mönchengladbach Nord und befindet sich zwischen den Stadtteilen Venn (im Westen), Eicken und Neuwerk (im Osten), Stadtmitte (im Süden) sowie der Stadt Viersen im Norden.

## Bevölkerung
Gegen Ende des 19. Jahrhunderts setzte in Windberg ein starkes Bevölkerungswachstum ein. Von etwa 600 Einwohnern im Jahr 1880 stieg die Zahl innerhalb von acht Jahren auf rund 2000 Anwohner an. Seit den 1990er Jahren schwankt die Bevölkerung in Windberg um 8000 Bewohner, 2009 lebten dort 8045 Menschen.

## Architektur und Stadtgeschichte

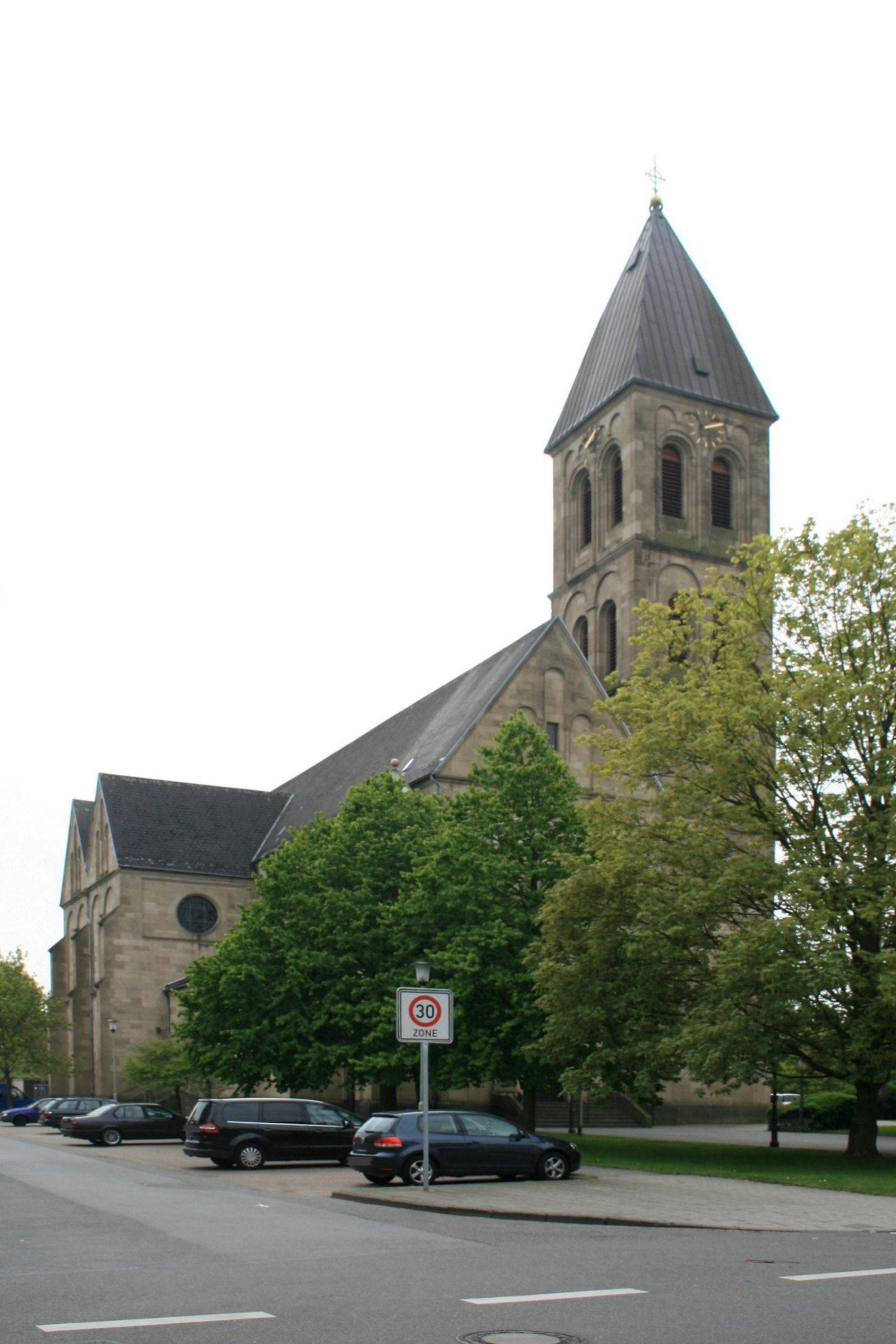
Kirche

Im Jahr 1859 wurde am 16. Oktober in der Gemeinde Windberg die erste eigene Schule eröffnet. Teile der Gebäude der Annaschule werden bis heute genutzt. Die 1909 in Windberg erbaute Kirche St. Anna des Aachener Architekten Josef Schmitz gilt als Beispiel der „Stilarchitektur“. Für diese Kirche malte Ernst Jansen-Winkeln mit dem überlebensgroßen thronenden Christus 1933 sein erstes großes Wandbild. Kaplan der Kirchengemeinde war von 1918 bis 1922 Jakob Hubert Eschweiler. Nachdem die britischen Soldaten im Jahre 2013 endgültig aus ihrem Hauptquartier Mönchengladbach ausgezogen waren, wurden die von ihnen vorher bewohnten, charakteristischen weißen Häuser frei, insbesondere in der Nähe des Bunten Gartens, an der Danziger und Königsberger Straße.
Mit dem Weggang der Briten verschwand auch das sog. „Engländerviertel“ in Windberg und damit ein Stück jahrzehntelanger Geschichte. Auf dem englischen Fußballplatz wurden zwei Mehrfamilienhäuser gebaut.

## Veranstaltungen
In Windberg findet jährlich ein eigenständiges Schützenfest statt. Das Fest wurde bis 1956 durch die St.-Brigitta-Bruderschaft ausgerichtet, seither von dem 1956 gegründeten Bürgerschützenverein Mönchengladbach Windberg-Großheide.

## Sport
In Windberg ist der Fußballverein Fortuna Mönchengladbach e. V. von 1907 beheimatet sowie der TV 1848. Letzter bietet neben Fußball eine Vielzahl von Sportarten an. Im Bereich des „Bunten Garten“ liegt der traditionsreiche Tennisverein „TG Rot-Weiss“, der jedes Jahr im Sommer Austragungsort der „NRW Junior Open“ ist, eines internationalen U18-Tennis-Turniers.

## Bildung und Infrastruktur
Neben zwei Kindergärten und zwei Grundschulen sowie einem Gymnasium gibt es in Windberg ein Altenheim.